# Kiene Brillenburg Wurth
Catharina Anna Wilhelmina (Kiene) Brillenburg Wurth (Den Haag, 31 augustus 1966) is een "profileringshoogleraar" literatuur "in mediavergelijkend perspectief" aan de Universiteit Utrecht.

## Biografie
Wurth is een van de drie dochters van uroloog dr. Gerrit Hendrik Brillenburg Wurth (1929-2018) en Femia Gretha Titia (Mia) ter Brugge (1928-2016). Zij studeerde af in Engelse letterkunde aan de Rijksuniversiteit Groningen. Daar promoveerde zij op 5 december 2002 op The Musically Sublime: Infinity, Indeterminacy, Irresolvability. Vervolgens redigeerde zij met prof. dr. Ann Rigney in 2006 een inleiding tot de literatuurwetenschap, waarvan in 2016 een vijfde druk verscheen. Daarna hield zij zich bezig met de relatie tussen literatuur, film en het web, waarover zij in 2012 ook een bundel redigeerde. Per 1 april 2014 werd zij benoemd tot profileringshoogleraar literatuur in mediavergelijkend perspectief te Utrecht, waar ze al sinds 2001 aan verbonden was, laatstelijk als universitair hoofddocent; haar oratie hield zij op 29 mei 2015 onder de titel Het schrijven aan de wand: literatuur in de toekomst.
Prof. dr. C.A.W. Brillenburg Wurth is opgenomen in AcademiaNet en ontving in 2011 een NWO Vidi-subsidie. Ze publiceerde tientallen artikelen waarin vooral de relatie tussen literatuur en de plaats ervan in de nieuwe media haar onderzoeksgebied is.